# 칠곡중학교
칠곡중학교(漆谷中學校)는 대한민국 대구광역시 북구 읍내동에 있는 공립 중학교이다.

## 학교 연혁
- 1954년 5월 17일 : 칠곡중학교 인가
- 1954년 5월 21일 : 초대 전남열 교장 취임
- 1995년 12월 8일 : 숭무관 준공
- 2000년 10월 29일 : 개축 교사 준공
- 2005년 8월 30일 : 학교도서관 현대화
- 2009년 2월 10일 : 학교 다목적교실(강당, 식당) 신축
- 2009년 6월 29일 : 다목적 교실(칠곡관) 개관식
- 2021년 3월 1일 : 제34대 임오섭 교장 취임
- 2022년 1월 7일 : 제68회 졸업식(졸업생 130명, 누계 24,441명)
- 2022년 3월 2일 : 제71회 입학식(104명 입학)

## 참고 자료
- 칠곡중학교 - 한국교육학술정보원 학교알리미